# إد برايس (لاعب كرة قاعدة)
إد برايس (بالإنجليزية: Ed Price)‏ هو لاعب كرة قاعدة أمريكي، ولد في 12 يناير 1909 في براونوود في الولايات المتحدة، وتوفي في 1 مارس 1976 في أوستن في الولايات المتحدة.